# Abraxas purissima
Abraxas purissima är en fjärilsart som beskrevs av Edward Alfred Cockayne 1952. Abraxas purissima ingår i släktet Abraxas och familjen mätare. Inga underarter finns listade i Catalogue of Life.